# Clytie gentilitia
Clytie gentilitia là một loài bướm đêm trong họ Erebidae.